# 奧爾德姆 (密蘇里州)
奧爾德姆（英語：Oldham）是位於美國密蘇里州布恩縣的非建制地區。

## 地理
奧爾德姆所處的海拔為高於海平面268米（即879英呎），而該地所採用的時區為UTC-6，即北美中部時區（CST）。同時該地設有夏令時間，為UTC-6調快一小時，即UTC-5（CDT）。